# Zorascar
Genre
Zorascar est un genre d'araignées aranéomorphes de la famille des Udubidae.

## Distribution
Les espèces de ce genre sont endémiques de Madagascar.

## Liste des espèces
Selon World Spider Catalog (version 25.5, 03/11/2024) :
- Zorascar pasunepipe Henrard, Griswold & Jocqué, 2024
- Zorascar pasunepomme Henrard, Griswold & Jocqué, 2024

## Étymologie
Le nom du genre est une combinaison de Zorodictyna et de Madagascar.

## Systématique et taxinomie
Ce genre a été décrit par Henrard, Griswold et Jocqué en 2024 dans les Udubidae.

## Publication originale
- Henrard, Griswold & Jocqué, 2024 : « On new genera and species of crack-leg spiders (Araneae, Udubidae) from Madagascar. » European Journal of Taxonomy, vol. 966, p. 1-80 (texte intégral).